# Suzanne et ses idées
Pour plus de détails, voir Fiche technique et Distribution.
Suzanne et ses idées  (Susan and God) est un film américain en noir et blanc réalisé par George Cukor, sorti en 1940.

## Synopsis
Lors d'un voyage en Europe, une riche mondaine, Suzanne Trexel, découvre une secte religieuse qui prêche la fraternité, le renoncement aux biens du monde et l'humilité. Encouragée par sa rencontre avec un prédicateur au regard fou, elle se lance dans une mission : le prosélytisme.
La scène principale du film se déroule dans le salon de Suzanne, où elle a réuni des représentants d'une humanité variée : des Orientaux dociles, des Anglais fous et un cow-boy qui joue de la guitare et dirige une chorale sacrée. 
Au début, Barrie le mari de Suzanne, est séduit par la nouvelle Suzanne, naguère vaniteuse. Il croit que c'est un signe de maturité, mais il est réalise qu'il s'agit en fait d'une autre manifestation de sa superficialité. De plus en plus impliquée dans le fanatisme, Suzanne commence à s'éloigner de son mari, intelligent et sensible, et à négliger sa fille introvertie, Blossom. Pour sauver sa famille, Barrie demande à sa femme de donner une autre chance à leur mariage, pour le bien de leur fille.

## Fiche technique
- Titre : Suzanne et ses idées
- Titre original : Susan and God
- Réalisation : George Cukor
- Scénario : Anita Loos d'après la pièce de Rachel Crothers
- Musique : Herbert Stothart
- Direction artistique : Cedric Gibbons
- Décorateur de plateau : Edwin B. Willis et Jack D. Moore (non crédité)
- Costumes : Adrian
- Photographie : Robert H. Planck
- Montage : William H. Terhune
- Producteur : Hunt Stromberg
- Société de production : Metro-Goldwyn-Mayer
- Société de distribution : Loews Cineplex
- Pays de production :  États-Unis
- Langue d'origine : anglais américain
- Genre : comédie dramatique
- Format : noir et blanc — 35 mm — 1,37:1 — son : mono (Western Electric Sound System)
- Durée : 117 minutes
- Dates de sortie :
  - États-Unis : 7 juin 1940
  - France : 12 juillet 1950